# Aisha Hinds
Aisha Jamila Hinds (Brooklyn, 13 de noviembre de 1975, (edad 49) es una actriz estadounidense, reconocida por su participación en las series The Shield, True Blood, 9-1-1, Detroit 1-8-7 y Under the Dome.

## Vida y carrera
Hinds nació en Brooklyn. Inició su carrera en televisión en 2003 en la serie NYPD Blue. En 2004 obtuvo un papel recurrente en The Shield como Annie Price y más adelante en Crossing Jordan, Boston Legal, It's Always Sunny in Philadelphia, Law & Order: Special Victims Unit, Stargate SG-1, Cold Case y Desperate Housewives. En cine, Hinds ha realizado apariciones en las películas Mr. Brooks, Madea Goes to Jail, Unstoppable y Star Trek Into Darkness. Realizó papeles importantes en las series True Blood, Detroit 1-8-7 y Under the Dome, entre otras.En 2018 consiguió el papel de Henrietta Wilson en 9-1-1, una bombero lesbiana de Los Ángeles, California. La serie sigue las vidas de los bomberos del camión 118. Es el papel más largo que tiene, llevándose a cabo durante más de 7 años.

## Filmografía

### Cine
| Año  | Título                                  | Papel             | Notas |
| ---- | --------------------------------------- | ----------------- | ----- |
| 2004 | Love Aquarium                           | Nina              | Corto |
| 2005 | Assault on Precinct 13                  | Anna              |       |
| 2005 | Neo Ned                                 |                   |       |
| 2007 | Mr. Brooks                              | Nancy Hart        |       |
| 2009 | Madea Goes to Jail                      | Fran              |       |
| 2009 | Lost Dream                              |                   |       |
| 2009 | Prison Break: The Final Break           | Guarda Cowler     |       |
| 2009 | Within                                  | Dra. Kelly        |       |
| 2010 | The Next Three Days                     | Detective Collero |       |
| 2010 | Unstoppable                             |                   |       |
| 2013 | Star Trek Into Darkness                 | Oficial Darwin    |       |
| 2013 | And Then...                             |                   | Corto |
| 2014 | If I Stay                               | Enfermera Ramirez |       |
| 2014 | Beyond the Lights                       | J Stanley         |       |
| 2015 | Runaway Island                          | Lara Cook         |       |
| 2016 | The Tale of Four                        | Peaches           | Corto |
| 2019 | Godzilla: King of the Monsters          | Diane Foster      |       |
| 2024 | The American Society of Magical Negroes | Roger             |       |

### Televisión
| Año        | Título                            | Papel                  | Notas        |
| ---------- | --------------------------------- | ---------------------- | ------------ |
| 2003       | NYPD Blue                         | Carla Howell           | 2 episodios  |
| 2003       | Blue's Clues                      | Sra. Marigold          | 4 episodios  |
| 2004       | ER                                |                        | 1 episodio   |
| 2004       | The Shield                        | Annie Price            | 8 episodios  |
| 2004       | Crossing Jordan                   | Asmina Chol            | 1 episodio   |
| 2004       | Boston Legal                      | Beah Toomy             | 1 episodio   |
| 2005       | Hate                              | Paula                  | 1 episodio   |
| 2005       | Medium                            | Maxine Harris          | 1 episodio   |
| 2005       | CSI: NY                           | Brett Stokes           | 1 episodio   |
| 2005       | Judging Amy                       | Lena Reynolds          | 1 episodio   |
| 2005–2006  | Invasion                          | Mona Gomez             | 15 episodios |
| 2006; 2016 | It's Always Sunny in Philadelphia |                        | 2 episodios  |
| 2006       | Standoff                          | Anne                   | 1 episodio   |
| 2006       | Lost                              | Monja nigeriana        | 1 episodio   |
| 2007       | Stargate SG-1                     | Thilana                | 1 episodio   |
| 2007       | Lincoln Heights                   | Agente Murietta        | 1 episodio   |
| 2007       | Women's Murder Club               | Melanie Topor          | 1 episodio   |
| 2007       | Cold Case                         | Lorraine Henderson     | 1 episodio   |
| 2008       | Bones                             | Norma Randall          | 1 episodio   |
| 2008       | Inseparable                       | Bitsi                  | 1 episodio   |
| 2009       | Law & Order: Special Victims Unit | Jackie Blaine          | 1 episodio   |
| 2009       | Prison Break                      | Guarda Cowler          | 2 episodios  |
| 2009       | Dollhouse                         | Loomis                 | 5 episodios  |
| 2009       | Desperate Housewives              |                        | 1 episodio   |
| 2009–2010  | Hawthorne                         | Isabel Walsh           | 8 episodios  |
| 2008–2010  | True Blood                        | Jeanette               | 8 episodios  |
| 2010       | Weeds                             | Latrice                | 3 episodios  |
| 2010–2011  | Detroit 1-8-7                     | Maureen Mason          | 18 episodios |
| 2011       | CSI: Miami                        | Dra. Rachel Porter     | 1 episodio   |
| 2011       | Five                              | Bernice                | Telefilme    |
| 2013       | Cult                              | Det. Rosalyn Sakelik   | 7 episodios  |
| 2013–2015  | Under the Dome                    | Carolyn Hill           | 15 episodios |
| 2014       | Gun Hill                          | Arlene Carter          | Telefilme    |
| 2014       | Killer Women                      | Linda Clark            | 1 episodio   |
| 2014       | NCIS: Los Angeles                 | Ava Wallace            | 3 episodios  |
| 2016       | All the Way                       | Fannie Lou Hamer       | Telefilme    |
| 2017       | Underground                       | Harriet Tubman         | 7 episodios  |
| 2017       | Shots Fired                       | Janae James            | 10 episodios |
| 2018–      | 9-1-1                             | Henrietta "Hen" Wilson | 87 episodios |
| 2018       | Unsolved                          | Voletta Wallace        |              |